# 桂書房
桂書房（かつらしょぼう）は1983年1月1日、勝山敏一により設立された、富山県富山市にある日本の出版社。

## 名称の由来
東京都にある径書房が出版していた書籍に感銘を受けて同じ3文字とし、設立者の名前をとった。

## 概要
おもに富山県、石川県など北陸地方に関する著作物の発行をメインとする地方出版社でありながら毎年数多くの出版物を刊行しており、歴史・文化・民俗・宗教などに関する著書のほか、富山県で起きたイタイイタイ病や冤罪事件の氷見事件、パワハラ（左遷問題）、虐め問題など、事件や社会問題に関する著書も刊行している。また自費出版の手助けも行っている。
青木新門著『納棺夫日記』（1993年初版刊行、2006年に定本刊行）を読んだ本木雅弘が感銘し映画化を望んだ。紆余曲折の後映画「おくりびと」（監督：滝田洋二郎）として2008年に公開された。
第24回（2008年度）梓会出版文化賞特別賞を受賞している。

## 刊行物
- 黒田俊雄『村と戦争 兵事係の証言』1988年12月刊。
- 青木新門『納棺夫日記』1993年3月刊。
- 青木新門『定本 納棺夫日記』（第5版）2009年3月。ISBN　978-4-903351-35-3
- 桂新書

など多数